# Gelbe Käferzikade

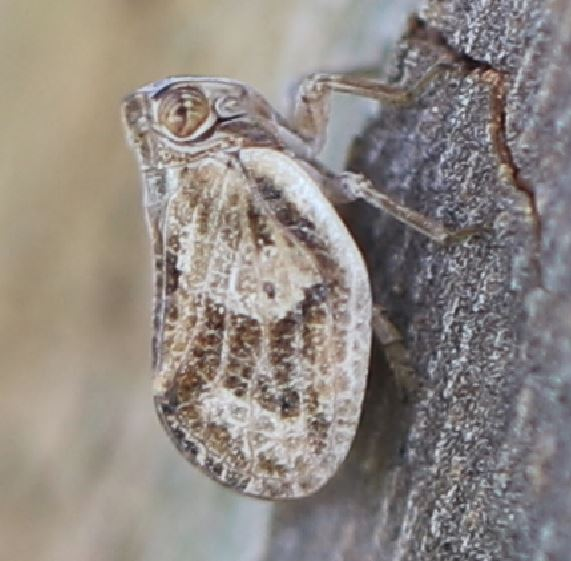
Dunklere Form

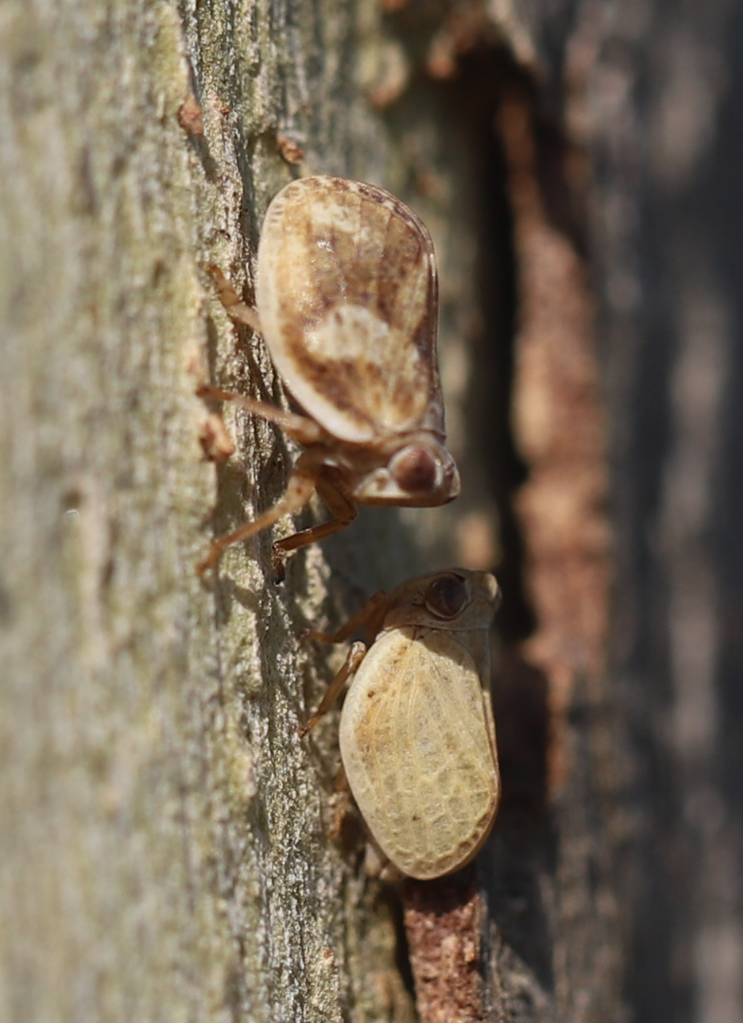
Weibchen und Männchen

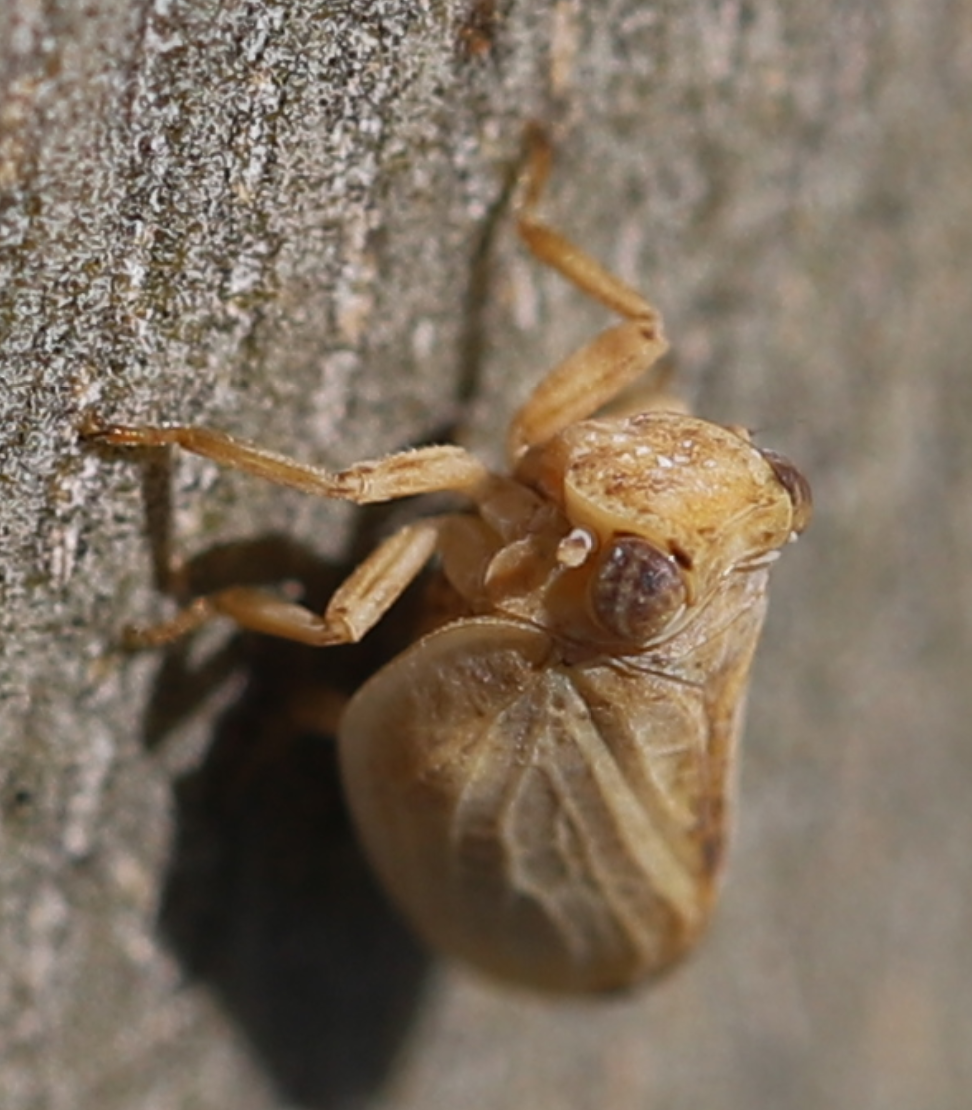
Frontansicht

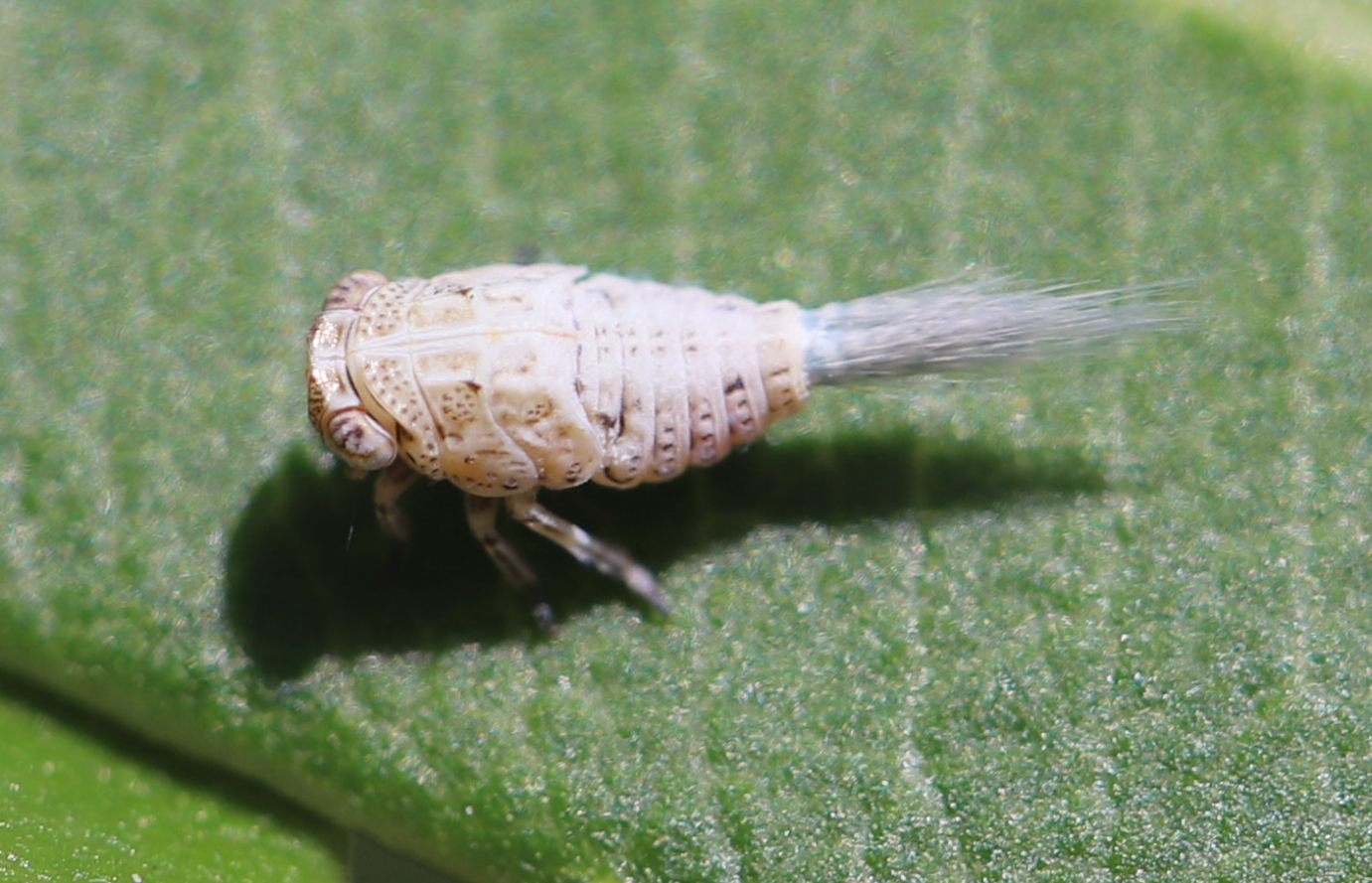
Nymphe

Die Gelbe Käferzikade (Agalmatium flavescens) ist eine Zikadenart innerhalb der Familie der Käferzikaden (Issidae) in der Unterordnung der Spitzkopfzikaden (Fulgoromorpha).

## Merkmale
Die Zikadenart erreicht eine Körperlänge von 4,5–5 mm bei den Männchen sowie 5,3–6 mm bei den Weibchen. Die Zikaden besitzen eine kompakte Gestalt mit einem kurzen, breiten Kopf. Die Färbung der Zikaden ist sehr variabel. Es gibt sandfarbene helle Exemplare, aber auch hellbraune mit dunklen großflächigen Flecken. Der äußere Rand der Vorderflügel ist jedoch immer gelblich gefärbt.
Das erste hintere Tarsenglied (Metatarsomere) weist am apikalen Ende zwischen den beiden Seitendorne nur zwei kleine Dorne auf. Der obere Teil der Stirnregion (Frons) weist keine horizontalen Querkiele auf. Der Analausgang der Männchen weist am hinteren Ende zwei ausgeprägte Loben auf.

## Ähnliche Arten
- Mittelmeer-Käferzikade (Agalmatium bilobum) – sehr ähnlich; gewöhnlich sandfarben ohne Musterung

## Verbreitung
Die Gelbe Käferzikade ist in der westlichen Paläarktis verbreitet. Ihr Verbreitungsschwerpunkt liegt im Mittelmeerraum. Ihr Vorkommen erstreckt sich von der Iberischen Halbinsel über Südosteuropa und Kleinasien bis in den Kaukasus und den Nahen Osten. In Nordafrika sowie auf den Kanarischen Inseln ist die Art ebenfalls vertreten. Im Norden reicht das Vorkommen bis in das südliche Mitteleuropa.

## Lebensweise
Die Gelbe Käferzikade ist eine polyphage Zikadenart. Zu ihren Wirtspflanzen zählt die Echte Feige (Ficus carica), die Luzerne (Medicago sativa), der Olivenbaum (Olea europaea), Kiefern (Pinus), Pappeln (Populus), der Mandelbaum (Prunus dulcis) sowie Tamarisken (Tamarix). Man beobachtet die Imagines hauptsächlich in den Monaten Juli bis September. Man findet sie gewöhnlich an Sträuchern oder an Baumstämmen. Das Weibchen legt ihre Eier in einer Oothek an den Wirtspflanzen ab. Die Nymphen schlüpfen im Frühjahr und durchlaufen mehrere Häutungen.
Mit Camponotus aethiops, einer Rossameisen-Art, gibt es offenbar eine Trophobiose. Die Ameisen animieren die Zikaden zur Sekretion von Honigtau.

## Taxonomie
In der Literatur finden sich folgende Synonyme:
- Fulgora flavescens Olivier, 1791
- Cercopis grylloides Fabricius, 1794
- Issus liliimacula Costa, 1834
- Issus bifasciatus Costa, 1836
- Issus dufourii Spinola, 1839
- Issus smyrnensis Spinola, 1839
- Hysteropterum euryproctum Kirschbaum, 1868
- Hysteropterum orientale Kusnezov, 1926